# 美國三大電視網
美国三大电视网（英語：Big Three Television Networks）指的是美国国内三大传统商业无线电视联播网：ABC电视网（由華特迪士尼公司旗下美國廣播公司運營）、CBS電視網（由維亞康姆CBS集團運營）和NBC電視網（由康卡斯特旗下NBC環球運營）。直到1980年代，这三大电视网还主导着美国的电视收视市场。

## 形成背景

美國三大電視網的徽標，結合了 ABC、CBS和NBC徽標。

国家广播公司和哥伦比亚广播公司都在1920年代成立了电台联播网，而国家广播公司最终控制运营着两个联播网：声望较高的“红网”和相对低调的“蓝网”。从1930年代开始，两家广播公司都开始进行了实验电视的播出测试；并同在1941年7月1日获得了联邦通讯委员会授予的商业电视广播许可。1943年，美国政府裁定国家广播公司同时拥有两个联播网违反了“反垄断原则”，因此要求国家广播公司必须剥离掉一个联播网。国家广播公司最后选择出售蓝网，而该部分业务最后发展成为美国广播公司。
上述三家广播公司都在1940年代进行定期的商业电视广播。国家广播公司和哥伦比亚广播公司在1941年开始进行商业电视广播运营；而美国广播公司则到了1948年才开始商业运营。而在此期间，一家规模较小的第四电视网——杜蒙电视网也在1944年开始启动。这三家电视网最初只控制了少数几家地方电视台；但到了1950年代，它们就飞速与其他地方电视台建立了加盟关系并使得加盟台遍布全美。在早些年，这些地方电视台一部分分属三大电视网或杜蒙特电视网，而另一部分则有可能同时属于其中两家到多家电视网。这样就导致一个结果，当时在电视网联播的节目往往是收视率较差的节目，只获得了进入零星收视市场的播放许可。因为早期除了保持有限规模的联播节目编排之外，各加盟地方台还需要为自己制作的节目内容腾出播放时段。随着其他位于大城市的电视台站纷纷签约联播网，三大电视网的联播节目终于可以在一家电视台里占据大部分的播出时段。
在美国最初的四家电视网里，只有杜蒙特电视网没有专属的电台联播网。但具有讽刺意义的是，当时美国第四大主流电台联播网——共同广播公司却短暂考虑过要开办一家电视联播网并且还打算邀请米高梅电影公司的制片人才负责节目制作。实际上，班伯格氏广播旗下的WOR-TV和WOIC都曾用过“共同电视（Mutual Television）”作为它们的电视台版头。除此之外，没有任何证据显示共同广播公司有认真考虑过组建电视联播业务，虽然共同广播公司旗下的部分加盟广播电台有在它们的所在地开办电视服务。1967年，欧文迈尔电视网买下了一部分共同广播公司加盟电台的股份。但是除了有一个深夜谈话节目《拉斯维加斯秀》播出了一个月之外，该电视网就没有全面启动过。

## 变革挑战

FOX电视网标志。

CW电视网标志。

### 早年情况
在美国电视发展史的大部分时间里，三大电视网占据着主导地位，控制了绝大多数的电视广播业务。杜蒙特电视网在1955年停止了常规节目的编排；NTA电影电视网与传统电视联播网的区别在于它们所有的节目都是预先录制好，然后通过邮件寄送而非通信线路分发，这种方式从1956年一直持续到1961年。而在1961年之后，一直持续到1990年代初，美国境内就只剩下三大电视网；每部出现在尼尔森电视节目收视排行榜前20名的热播剧或每部成功在电视网上播出的剧情长片都是在三大电视网之一上。
曾经也有欧文迈尔电视网等公司也试图进入电视行业，但是所有这些尝试都只仅持续了很短的时间。组建一个电视网的成本高昂、和已经占据美国大部分收视市场的三大电视网竞争困难，以及在有线电视兴起之前的特高频电视广播尚处于技术发展初期且复杂，这些原因都导致了后起新兴电视网公司都夭折了。大多数美国境内的电视收视市场都限制只允许开办三个甚高频电视频道，即便在1961年通过《全频道接收者法案》之后，这个限令也没有取消。甚高频电视台站的信号效率更高且覆盖范围远超同功率的特高频电视台站，而三大电视网则瓜分了绝大部分甚高频电视台站；再加上当时的全时段服务的联播方式导致整个播出日内都是联播节目编排，甚至在非黄金时段也没有空余时间。这使得任何新创办电视网只能去寻求相对低劣的特高频电视台站合作。而一些原本具有竞争实力的网，例如加拿大的CTV电视网曾短暂通过WNYB试图在美国境内扩展，但很快因为法律威胁而被迫停播。

### 福斯广播公司
直至1986年10月福斯广播公司成立，美国境内才出现了一个在商业意义上与三大电视网有竞争能力的“第四大电视网”。由福斯广播公司所运营的FOX电视网继承自部分杜蒙特电视网的资产；杜蒙特电视网在结束运营后部分会员台改组成为都会传媒并在1986年稍早的时候被福斯广播公司的母公司新闻集团所收购。起初，FOX电视网对于美国观众来说是一个远隔的第四大电视网，直至1994－1996年美国无线电视改组之后，随着必载规则的推行而一跃成为美国的主流电视网。必载规则允许FOX电视网的加盟会员台强行无条件地进入当地的有线电视网。同时，FOX电视网会员台们与新世界传播达成一项协议，收购了其手里所掌控的国家橄榄球联盟相关赛事的转播权，这使得FOX电视网的加盟会员台快速增加了一批；新世界传播也在1996年被福斯广播公司收购。
自成立以来，FOX电视网在前黄金时段的收视率已经超过ABC电视网和NBC电视网；并成为21世纪头十年全美收视率第二高的电视网，仅次于CBS电视网。在2007－2008年播出季中，FOX电视网成为全美主要电视网的收视冠军，这是首次由非三大电视网的电视网获得此殊荣；但是到了2008－2009年播出季，FOX电视网惜败成为第二名。在2004年到2012年期间里，FOX电视网在美国国内18岁到49岁主要收视群体中获得丰厚收益并开始在美国电视中占据主导地位。这在很大程度上归功于其对国家橄榄球联盟的报道和其在黄金时段播出的爆款电视节目《美国偶像》。由于FOX电视网在黄金时段及体育节目中的成功，美国媒体也开始将其与三大电视网并列，称之为“四大电视网”。
尽管FOX电视网凭借其成功的收视率稳固了自己作为“美国第四大电视网”的地位，但是它依旧没有被视为是“三大电视网”的一部分。FOX电视网与美国三大电视网的重要区别在于FOX电视网没有日间时段节目的联播编排。它缺乏早间和晚间的全国性新闻报道节目；福斯广播公司的新闻部门包含有线电视和广播电台部分，但是除了每周的新闻分析节目、有限的特别突发新闻报道和一档名为“福斯新闻边线（Fox News Edge）”加盟台新闻服务之外，就不再提供任何联播新闻节目服务。同时FOX电视网也没有任何日间节目、黄金时段第三小时的节目、深夜脱口秀节目和周六早间儿童节目。在整个1990年代，FOX电视网拥有一个大规模阵容的儿童节目系列，被称为福斯儿童；但是该部门于2001年作为福斯家庭频道的一部分出售给了华特迪士尼公司。此后，FOX电视网依靠4Kids娱乐公司提供儿童节目，直至2008年。
在黄金时段以外，FOX电视网的会员台要么自行制作节目，要么采购广播联卖节目。FOX电视网也是美国仅有的在其节目系列中提供资讯广告内容的电视网，这部分内容通常在周六晨间节目板块中的《周末市场》中播出。

### 第五大电视网
美国现有的其他电视网也试图与FOX电视网那样同美国三大电视网展开竞争，但是它们并没有达到FOX的成功水平。WB电视网与联合派拉蒙电视网都在1995年开播；在它们运营的那些年里，它们也与FOX电视网一样提供夜间的黄金时段节目内容。WB电视网还是当时全美唯一一家在周末提供节目服务的电视网，它在周日提供系列节目播出，但是仅仅只持续了一个半播出季。
WB电视网和联合派拉蒙电视网主要只播放黄金时段节目和儿童节目。儿童节目是它们在日间时段提供的唯一节目内容，但是由于联合派拉蒙电视网在2003年与迪士尼达成协议而终止了其儿童节目的播出，随后它短暂提供了像《WWF SmackDown!》那样的XFL赛事内容的体育节目。
尽管WB电视网和联合派拉蒙电视网也偶有亮眼的节目表现，但是却还是为其低迷的整体收视率而苦苦挣扎。这种情况导致两者的母公司时代华纳和CBS公司决定在2006年关闭这两个电视网并合组了CW电视网。CW电视网最初的特点是继承了来自WB电视网和联合派拉蒙电视网的王牌电视节目，同时也推出了一些全新的电视节目。
在CW电视网开播的时候，福斯广播公司也开播了MNT电视网；并播出英语版的拉美电视小说剧。随后，其节目内容主要转为无脚本节目及电影。但由于MNT电视网的收视率一直不高，这促使其母公司新闻集团在2009年将其转变为电视服务，仅仅用来播出被收购来的一些节目内容。

### 公共广播电视公司
自1970年代成立的公共广播电视公司并不被视为美国三大电视网的一部分，原因在于它是一家公共广播机构。和主要电视网不同，公共广播电视公司在其节目分发上有着自己独特的方式。同时公共广播电视公司旗下的电视台站就是电视网的所有者；而传统的电视网则是通过负责其运营的广播公司来拥有一部分电视台站，再与其他广播公司所拥有的电视台站签署合作协议，以此来组建电视联播网。并且公共广播电视公司的会员台站在少数收视市场拥有超过一家以上的教育电视台。

### 现况激烈
如今，美国三大电视网只控制着美国电视产业的一小部分。根据2005年的数据估算，三大电视网所占美国电视市场份额共计只有32%。由于来自其他英语无线电视网（例如FOX电视网、CW电视网和MNT电视网）和西语无线电视网（例如环球电视网和世界电视网），以及有线电视和卫星电视频道（例如特纳电视网、ESPN和AMC）及网络电视（例如奈飞）的兴起，三大电视网的收视份额还在持续下降。

## 附属台站
以下电视台站曾分别在某些时间段加盟过三大电视网。
| 收视市场                                   | 电视台站 （PSIP频道号）         | 加盟网变迁 （加盟时段）                                                           | 现属电视网          | 备注 |
| ------------------------------------------ | ------------------------------- | --------------------------------------------------------------------------------- | ------------------- | --- |
| 纽约州奥尔巴尼－ 斯克内克塔迪－ 特洛伊地区 | WTRI / WAST / WNYT（13）        | ABC（1955年－1977年） CBS（1954年－1955年；1977年－1981年） NBC（1981年迄今）     | NBC电视网           | 1954年到1958年期间，该电视台的最初频道号是35。 |
| 加利福尼亚州 贝克斯菲尔德地区              | KLYD / KJTV / KPWR / KGET（17） | ABC（1959年－1974年） CBS（1974年－1984年） NBC（1984年迄今）                     | NBC电视网           | |
| 加利福尼亚州 贝克斯菲尔德地区              | KERO（23）                      | NBC（1953年－1984年） CBS（1984年－1996年） ABC（1996年迄今）                     | ABC电视网           | 1953年到1963年期间，该电视台的最初频道号是10。 |
| 马里兰州 巴尔的摩地区                      | WMAR（2）                       | CBS（1947年－1981年） NBC（1981年－1995年） ABC（1995年迄今）                     | ABC电视网           | |
| 阿拉巴马州 伯明翰地区                      | WBRC（6）                       | NBC（1949年－1954年） CBS（1954年－1961年） ABC（1961年－1996年）                 | FOX电视网           | 美国电视发展史上唯一一家加盟过四大电视网的电视台。 |
| 马萨诸塞州 波士顿地区                      | WNAC / WNEV / WHDH（7）         | CBS（1948年－1961年；1972年－1995年） ABC（1961年－1972年） NBC（1995年－2017年） | 独立电视台          | 美国电视发展史上，唯二两家曾经隶属三大电视网后又成为独立电视台站之一。 WNAC电视台于1948年到1982年曾在7频道上运营，后被WHDH电视台取消授权。                                                                               |
| 科罗拉多州 丹佛地区                        | KBTV / KUSA（9）                | CBS（1952年－1953年） ABC（1956年－1995年） NBC（1995年迄今）                     | NBC电视网           | 1953年至1956年期间，曾为杜蒙特电视网服务于丹佛地区。 |
| 蒙大拿州 大瀑布城地区                      | KFBB电视台                      | CBS（1954年－1969年） NBC（1969年－1986年） ABC（1966年迄今）                     | ABC电视网 FOX电视网 | 美国电视发展史上唯一一家主频道或次频道与四大电视网都有加盟关系电视网且其次频道同时也与杜蒙特电视网（1954年－1955年）和公共广播电视台（1970年－1984年）有加盟关系。                                                       |
| 威斯康辛州 绿湾区                          | WNAM / WFRV（5）                | ABC（1953年－1959年；1983年－1992年） NBC（1959年－1983年） CBS（1992年迄今）     | CBS电视网           | |
| 印第安纳州 印第安波利斯地区                | WTTV（4）                       | NBC（1949年－1956年） ABC（1956年－1957年） CBS（2015年迄今）                     | CBS电视网           | 1949年至1954年最初使用的频道号为10频道 美国电视发展史上唯一一家既曾经是独立电视台又曾经是三大电视网及FOX电视网、WB电视网、联合派拉蒙电视网及CW电视网的会员台的电视台。                                                   |
| 印第安纳州 印第安波利斯地区                | WRTV（6）                       | CBS（1949年－1956年） NBC（1956年－1979年） ABC（1979年迄今）                     | ABC电视网           | |
| 田纳西州 诺克斯维尔地区                    | WTSK / WTVK / WKXT / WVLT（8）  | CBS（1953年－1956年；1988年迄今） ABC（1956年－1979年） NBC（1979年－1988年）     | CBS电视网           | 1953年至1988年期间所使用的频道号为26频道。 |
| 北卡罗来纳州 罗利－德罕地区                | WRAL（5）                       | NBC（1956年－1962年；2016年迄今） ABC（1962年－1985年） CBS（1985年－2016年）     | NBC电视网           | |
| 弗吉尼亚州 里士满－彼得斯堡地区            | WTVR（6）                       | NBC（1948年－1955年） CBS（1955年－1956年；1960年迄今） ABC（1956年－1960年）     | CBS电视网           | |
| 弗吉尼亚州 里士满－彼得斯堡地区            | WWBT（12）                      | CBS（1956年－1960年） ABC（1960年－1965年） NBC（1965年迄今）                     | NBC电视网           | |
| 伊利诺伊州 罗克福德地区                    | WREX（13）                      | CBS（1953年－1965年） ABC（1965年－1995年） NBC（1995年迄今）                     | NBC电视网           | |
| 犹他州 盐湖城地区                          | KUTV（2）                       | ABC（1954年－1960年） NBC（1960年－1995年） CBS（1995年迄今）                     | CBS电视网           | 美国电视发展史上少数几家曾经被三大电视网中的两家自有自营过的电视台。 1994年至1995年9月，该电视台归NBC电视网所有。后因CBS电视网与西屋广播达成收购协议，该电视台归CBS电视网所有。2007年，CBS电视网出售了该电视台的所有权。 |

### 脚注
1. ↑  1966年至1969年运营在次频道上。
2. ↑  运营在次频道上。
3. ↑  运营在5.1频道（即主频道）上。
4. ↑  2009年开始运营在5.2频道（即次频道）上。

### 出典
1. 1 2  Douglas Blanks Hindman; Kenneth Wiegand.  (PDF). Journal of Broadcasting & Electronic Media（英语：Journal of Broadcasting & Electronic Media）. 2008, 52 (1): 119–135  [2020-05-26]. doi:10.1080/08838150701820924. （原始内容存档 (PDF)于2021-02-25）.
2. ↑  Kisseloff 1995，第42-48頁
3. ↑  Kisseloff 1995，第69-79頁
4. ↑  Kisseloff 1995，第505頁
5. ↑  Harry Castleman; Walter J. Podrazik. . New York City: McGraw-Hill（英语：McGraw-Hill Education）. 1982: 314  [2020-05-26]. ISBN 9780070102699.
6. ↑  Michael Schneider. . IndieWire. Penske Business Media, LLC.   [2020-05-26]. （原始内容存档于2017-08-10）.
7. ↑  Alex McNeil.  4th Edition. Penguin Books. 1996: 1143–1161  [2020-05-26]. ISBN 9780140249163. （原始内容存档于2020-11-04）.
8. ↑  . 洛杉矶时报.   [2020-05-27]. （原始内容存档于2021-02-24）.
9. ↑  Elber, Lynn. . 水牛城新闻（英语：The Buffalo News） (水牛城: 美联社). 1993-11-02  [2020-05-27]. （原始内容存档于2014-06-10）.
10. ↑  Bill Carter. . 纽约时报.   [2020-05-27]. （原始内容存档于2019-04-05）.
11. ↑  Higgins, John M.; Eggerton, John. . Broadcasting & Cable. 2006-02-22  [2020-05-27]. （原始内容存档于2009-04-17）.
12. ↑  Malone, Michael. . Broadcasting & Cable. 2009-02-09  [2020-05-27]. （原始内容存档于2009-02-13）.

### 文献
- Kisseloff, Jeff. . New York City: Viking. 1995  [2020-05-26]. ISBN 9780670864706. （原始内容存档于2020-11-04）.